# Pavlov u Vernéřova

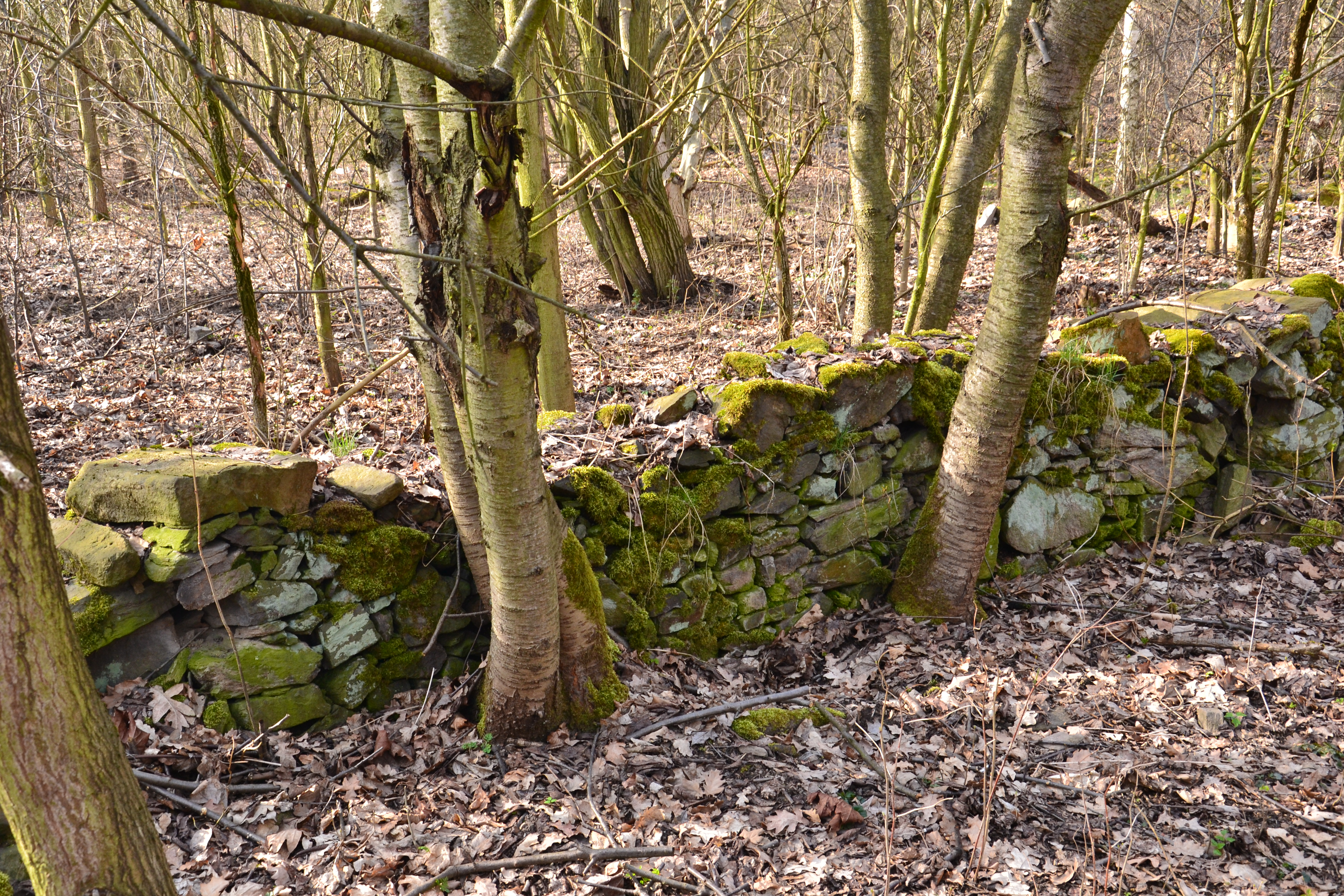
Gebäudereste in Pavlov

Pavlov u Vernéřova (deutsch Ahrendorf) ist eine seit 1990 bestehende Ortswüstung, deren Flur zur Stadt Klášterec nad Ohří im Okres Chomutov in Tschechien gehört.

## Geschichte
Der deutsche Ortsname des Dorfes leitet sich vom Namen seines früheren Besitzers, eines Bürgers Arn aus Kaaden ab. Die urkundliche Ersterwähnung erfolgte 1431 als Arndorff.
Von 1938/39 bis Mai 1945 gehörte der Ort zum Reichsgau Sudetenland, Landkreis Kaaden, Regierungsbezirk Eger. Hier lebten im Jahre 1940 362 Einwohner. 1990 wurde der Ort im Zuge des geplanten Baus einer für den Braunkohlenabbau benötigen Ascheschlammanlage aufgelassen und abgerissen.